# Ytre Sula
Husøy eller Ytre Sula er en ø i Solund  kommune i Vestland fylke i Norge. Den ligger ved udmundingen af Sognefjorden  og har et areal på 32 km². Mod øst grænser øen til Steinsundet og øerne Rånøy og Steinsundøy. Øen Sula ligger længere mod øst. Syd for Ytre Sula ligger Sognesjøen og i vest ligger Straumsfjorden.